# Mia Electric

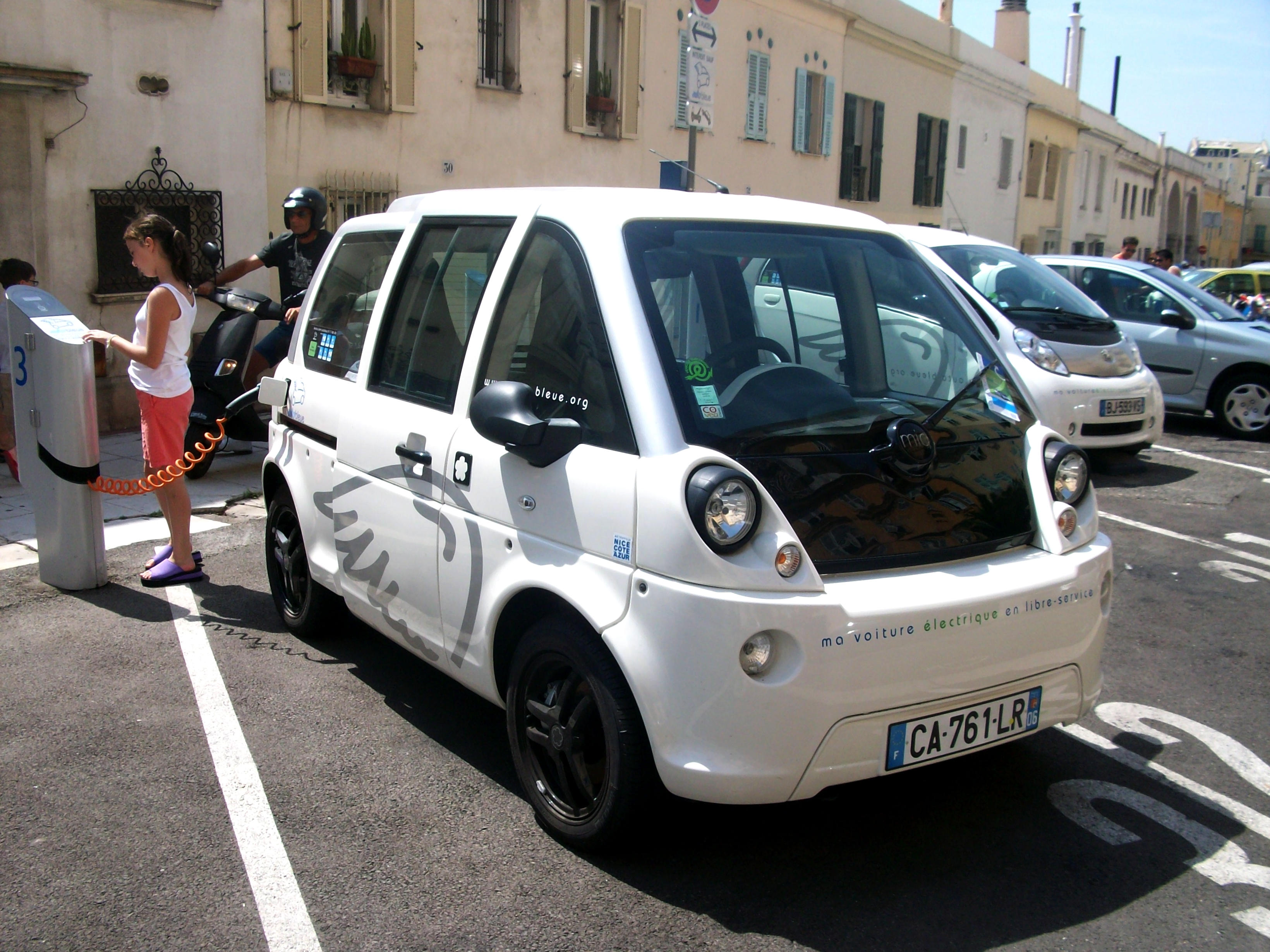
Mia EV

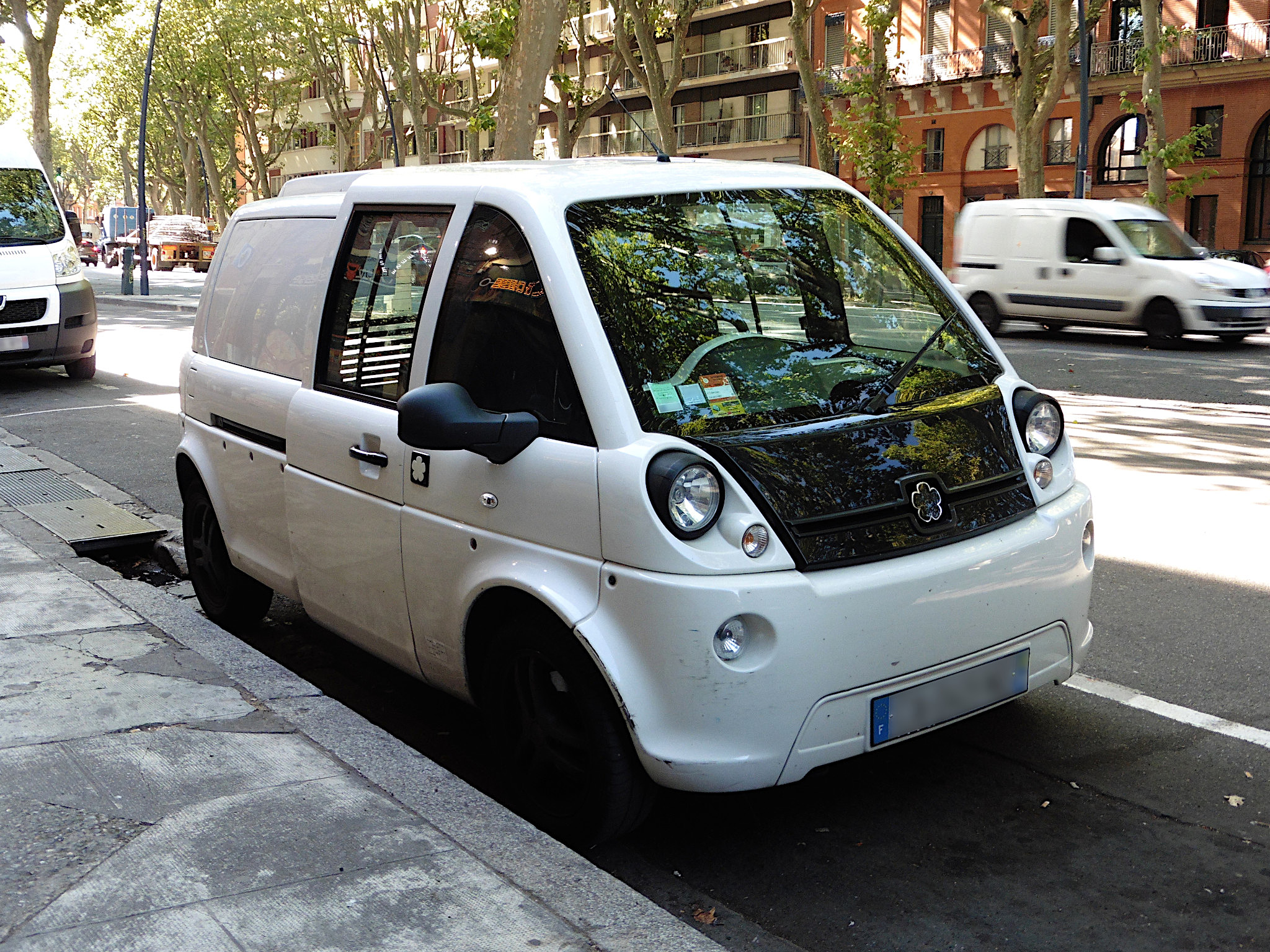
Mia U

Mia Electric – dawny francusko-niemiecki producent elektrycznych samochodów z siedzibami w Cerizay i Merzig działający w latach 2010–2014.

## Historia
Na przełomie pierwszej i drugiej dekady XXI wieku francuskie przedsiębiorstwo karoseryjne Heuliez zdecydowało się utworzyć filię specjalizującą się w opracowaniu produkcyjnego, miejskiego samochodu elektrycznego zapowiedzianego przez prototypy Friendly i Mia z 2008 i 2010 roku. Ostatecznie pomysł przerodził się w odrębną firmę Mia Electric będącą francusko-niemiecką inicjatywą, z finansowaniem zapewnionym przez farmaceutycznego przedsiębiorcę Edwina Kohla z Merzig oraz zakładami produkcyjnymi we francuskim Cerizay.
Podczas targów samochodowych Geneva Motor Show w marcu 2011 roku Mia przedstawiła produkcyjny model Mia EV, z początkiem dostaw do klientów zaplanowanym na kolejny, 2012 rok. Produkcja samochodu rozpoczęła się jeszcze w tym samym roku, w czerwcu 2011 roku. Dostawy pierwszych egzemplarzy do klientów wraz z testami prasowych egzemplarzy przez motoryzacyjne media rozpoczęły się wiosną 2012 roku.

### Likwidacja
Inicjatywa fimy Mia Electric okazała się trudna do utrzymania w płynności finansowej już rok po rozpoczęciu sprzedaży, przez co przedsiębiorstwo zmuszone było zakończyć produkcję w grudniu 2013 roku. Firma zmuszona była przeprowadzić likwidację swojej działalności kilka miesięcy później, w marcu 2014 roku.

### Mia 2.0
6 lat po zakończeniu produkcji modelu Mii Electric, inny niemiecki startup Fox e-mobility zdecydował się odnowić dawną koncepcję tego pojazdu. W grudniu 2020 roku rozpoczął on testy oryginalnego projektu nadwozia ze zmodernizowanymi podzespołami, by ostatecznie gruntownie zmodernizować wizualnie projekt z planami wdrożenia go do produkcji pod nazwą Mia 2.0 w 2023 roku.

## Modele samochodów

### Historyczne
- EV (2011–2013)